# Samuel Moolenaar
Samuel Moolenaar (Haarlem, 9 augustus 1869 – Utrecht, 2 december 1925) was een Nederlands componist, organist en piano-onderwijzer.
Hij was zoon van kok Johannes Moolenaar en Sara Maria Vervooren. Hij was sinds 1901 getrouwd met Wilhelmina van der Vlerk. Hij werd begraven op Begraafplaats Soestbergen.
Hij kreeg zijn opleiding in zijn geboortestad van Leander Schlegel en studeerde verder in Utrecht bij Winand Oosterbaan, Carel Wirtz (piano), Johan Wagenaar (compositieleer en orgel). In 1893 haalde hij zijn diploma. Hij werd organist in de Utrechtse Jacobikerk.
Hij schreef voornamelijk werken voor piano en liederen met pianobegeleiding.
- opus 1: Aquarellen
- opus 2: Aquarellen
- opus 3: Sarabande en gavotte voor strijkorkest
- opus 4: Zes klavierstukken
- opus 5: Twee gemengde koren
- opus 6: Uit de kinderwereld (liedjes)
- opus 7: Zes klavierstukken
- opus 8: Uit de kinderwereld (liedjes)
- opus 9: Zes klavierstukken
- opus 10: Uit de kinderwereld (liedjes)
- opus 11: Lenteliederen (liederen)
- opus 12: Miniaturen (opgedragen aan Hendrik C. van Oort)
- 12.1: Lied, 12:2 Wals, 12.3: Jachtlied, 12.4: Schommelliedje, 12.5: Dansstukje; 12.6 Menuett, 12.7: Tarantelle (partituur in het bezit van de Nederlandse Omroep)
- opus 13: ?
- opus 14: Miniaturen
- opus 15: Lenteliederen (liederen)
- opus 16: Lenteliederen (liederen)
- opus 17: Lenteliederen (liederen)
- opus 18: Lenteliederen (liederen)
- Herfst (Im Herbst), lied voor sopraan en piano

Een aantal daarvan bereikte voor 1910 al een tweede druk maar in de tweede helft van de 20e eeuw was hij grotendeels vergeten.
- International Standard Name Identifier: 0000 0003 9328 2344
- Nederlandse Thesaurus van Auteursnamen: 227495470
- Virtual International Authority File: 287550461